# Trichoplusia rectilinea
Trichoplusia rectilinea är en fjärilsart som beskrevs av Hans Daniel Johan Wallengren 1856. Trichoplusia rectilinea ingår i släktet Trichoplusia och familjen nattflyn. Inga underarter finns listade i Catalogue of Life.